# Serra de Bac Grillera
La Serra de Bac Grillera és una serra situada als municipis d'Albanyà i Maçanet de Cabrenys a la comarca de l'Alt Empordà, amb una elevació màxima de 1.057 metres.